# Liu Jinli
Liu Jinli (n. 16 martie 1989, Qiqihar, Republica Populară Chineză) este o jucătoare de curl ce a reprezentat Republica Populară Chineză, medaliată olimpică. A participat la 2 ediții ale Jocurilor Olimpice (2010, 2018) în care a câștigat o medalie de bronz.